# Egon Kornmann
Egon Kornmann (* 16. September 1887 in Basel; † 18. Juni 1982 ebenda) war ein Schweizer Kunstsammler, Kunsttheoretiker und Autor.

## Leben und Werk

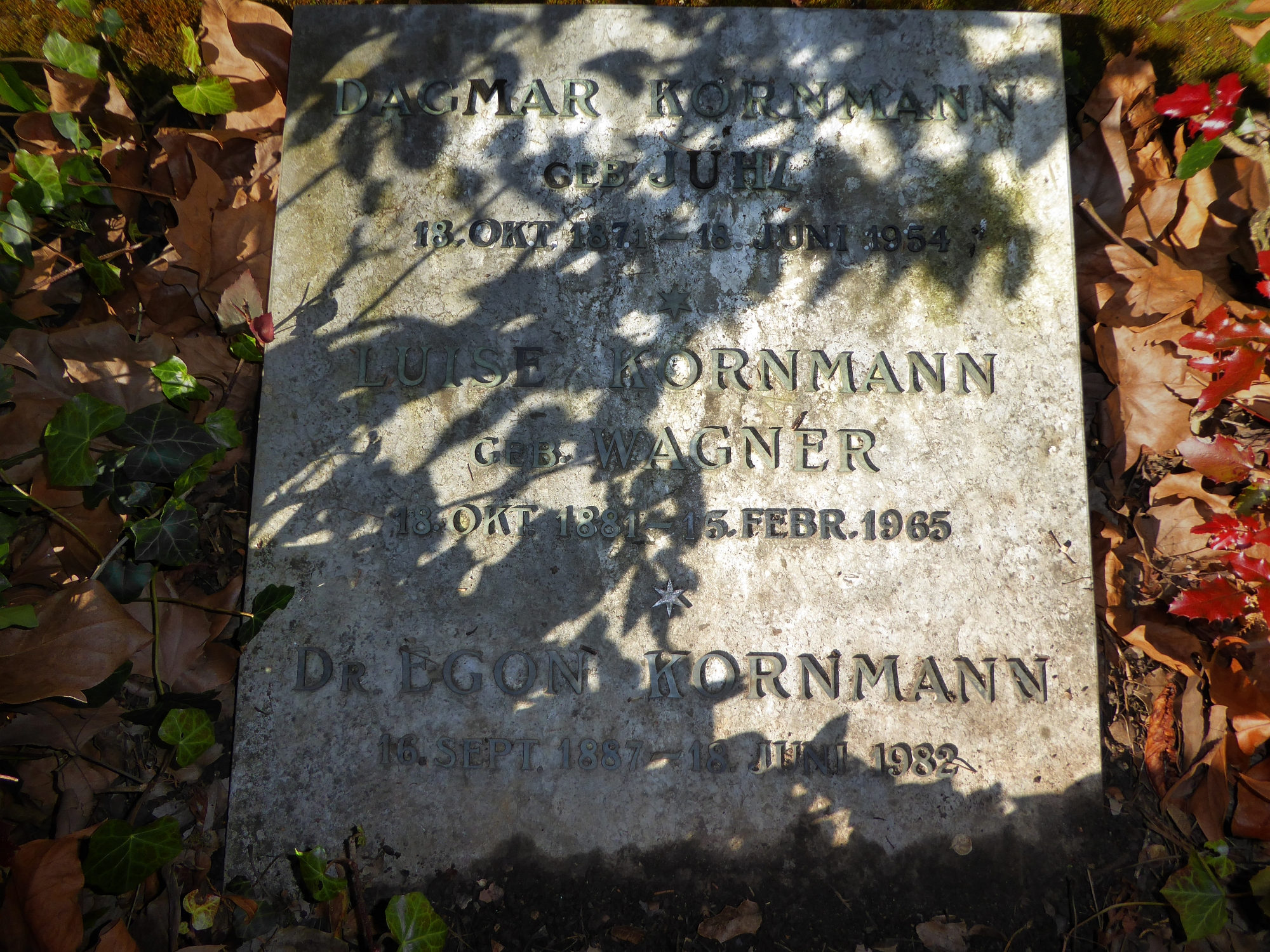
Grab auf dem Wolfgottesacker Basel

Egon Kornmann war ein Sohn des Salinenbesitzers Ludwig Konrad (* 23. August 1841; † 15. Juni 1907) und der Elise Natalie, geborene Klemm (* 12. März 1856; † 23. Dezember 1941). Seine Grossmutter war die Tochter des Carl Christian Friedrich Glenck Henriette (* 28. März 1814; † 3. Januar 1884). Sein Bruder war der Geschäftsinhaber und Autor des Buches Ein Weg aus dem Chaos. Wahrheiten vor der Zeit Ralf Kornmann (* 5. Juni 1882; † 23. Oktober 1934).
Kornmann war ein Schüler von Gustaf Britsch. Nach dem Ersten Weltkrieg gründeten sie zusammen die «Schule für Bildende Kunst» in Starnberg bei München. Beide vertraten eine vielbeachtete Lehrmeinung über die kindliche künstlerische Entwicklung, welche Eingang in die Organisation des Kunstunterrichts in Deutschland fand.
Nach Britschs Tod führte Kornmann das Gustaf-Britsch-Institut in Starnberg weiter und heiratete Britschs Witwe Luise, geborene Wagner (* 18. Oktober 1881; † 15. Februar 1965). Mit ihr präzisierte er die Entwürfe und Theorien Britschs. So entstand der Starnberger Kornmann-Britsch-Kreis (auch: Britsch-Kornmann-Schule), dem auch der Kunstpädagoge Hans Herrmann (1899–1981) zugerechnet wird. Kornmann war zudem in den 1930er-Jahren Schriftleiter der Zeitschrift „Die Gestalt (Blätter für Zeichen- und Kunstunterricht)“.
Egon Kornmann fand seine letzte Ruhestätte auf dem Wolfgottesacker in Basel.

## Veröffentlichungen
- als Herausgeber: Anfänge neuer Jugendkunst. Originalbestände volkstümlichen Kunstschaffens aus dem deutschen Sprachgebiet (Urkunden deutscher Volkskunst Heft 3, erschienen im Gustaf Britsch Institut) Starnberg 1927
- Zur Beurteilung von Handzeichnungen. (Mitteilungen des Gustaf Britsch-Institutes fuer Kunstwissenschaft. Heft I. Als Manuskript gedruckt für den Kreis des Institutes) Gustaf-Britsch-Institut, Starnberg 1929.
- Bilder der Landschaft aus dem 16. und 17. Jahrhundert. Max Niehans Verlag, Zürich 1945
- Die Theorie von Gustaf Britsch als Grundlage der Kunsterziehung. Düsseldorf, Schwann, 1948. (Vom Willen Deutscher Kunsterziehung; 3)
- Über die Gesetzmäßigkeit und den Wert der Kinderzeichnung. 3. Aufl., Aloys Henn Verlag, Ratingen 1953
- Kunst im Leben. Gesammelte Aufsätze. Hrsg. v. Hans Herrmann. Aloys Henn, Ratingen 1954
- Grundprinzipien bildnerischer Gestaltung. Einführung in die Kunsttheorie von Gustaf Britsch. Henn, Ratingen 1962